# أندي رودجرز
أندي رودجرز (بالإنجليزية: Andy Rodgers)‏ هو لاعب كرة قدم ومدرب كرة قدم بريطاني في مركز الهجوم، ولد في 18 أكتوبر 1983 في فلكرك في المملكة المتحدة. لعب مع نادي آير يونايتد ونادي دمبرتون ونادي ستنهاوسموير ونادي ستيرلينغشير الشرقية ونادي فالكيرك ونادي مونتروز لكرة القدم.

## وصلات خارجية
- أندي رودجرز على موقع قاعدة بيانات كرة القدم.إي يو (الإنجليزية)
- أندي رودجرز على موقع Soccerbase.com (لاعب) (الإنجليزية)